# Book of Shadows II
Book of Shadows II è il secondo album in studio da solista del musicista heavy metal statunitense Zakk Wylde, pubblicato nel 2016.

## Il disco
Inteso come proseguimento di un progetto solista iniziato 20 anni prima con Book of Shadows (1996), questo secondo album è stato registrato tra il 2014 e il 2015 per essere pubblicato il giorno 8 aprile 2016 dalla Entertainment One Music.

## Tracce
Testi e musiche di Zakk Wylde.
1. Autumn Changes – 5:14
2. Tears of December – 3:35
3. Lay Me Down – 6:06
4. Lost Prayer – 4:27
5. Darkest Hour – 5:05
6. The Levee – 5:47
7. Eyes of Burden – 3:43
8. Forgotten Memory – 3:49
9. Yesterday's Tears – 4:15
10. Harbors of Pity – 4:10
11. Sorrowed Regrets – 5:46
12. Useless Apologies – 3:38
13. Sleeping Dogs – 4:36
14. The King – 4:42

## Formazione
- Zakk Wylde – voce, chitarra, organo Hammond, strumenti a corda, pianoforte
- John DeServio – basso
- Jeff Fabb – batteria